# 레미 스트리트
레미 스트리트(Remie Streete, 1994년 11월 2일 ~ )는 잉글랜드의 전 축구 선수이다.